# Lars Barfoed
Lars Barfoed (ur. 4 lipca 1957 we Frederiksbergu) – duński prawnik i polityk, kilkakrotnie minister, deputowany do Folketingetu, od 2011 do 2014 przewodniczący Konserwatywnej Partii Ludowej.

## Życiorys
W 1981 ukończył studia prawnicze na Uniwersytecie Kopenhaskim. Od 1978 do 1985 był radnym gminy Rødovre. Pracę zawodową rozpoczynał jako referent w administracji Konserwatywnej Partii Ludowej. Był później m.in. sekretarzem organizacji pracodawców, dyrektorem stowarzyszenia sieci handlowych i dyrektorem stowarzyszenia bankowców. Pełnił kierownicze funkcje w organizacjach przedsiębiorców i Europejskiej Federacji Banków.
W 2001 uzyskał mandat do duńskiego parlamentu z listy konserwatystów, skutecznie ubiegał się o reelekcję w kolejnych wyborach w 2005, 2007 i 2011. Od 2005 do 2006 był ministrem ds. rodziny i konsumentów w drugim rządzie Andersa Fogh Rasmussena. Powrócił do administracji rządowej w 2008 jako minister transportu, który to urząd utrzymał także w gabinecie Larsa Løkke Rasmussena. Po przeprowadzonej lutym 2010 rekonstrukcji powierzono mu resort sprawiedliwości. W styczniu 2011 zastąpił Lene Espersen na funkcji przewodniczącego Konserwatywnej Partii Ludowej, został też wówczas wicepremierem. Urzędowanie na funkcjach rządowych zakończył w październiku tego samego roku, a w sierpniu 2014 ustąpił ze stanowiska przewodniczącego partii.
W 2023 przystąpił do partii Moderaterne.